# Spornblumen
Die Spornblumen (Centranthus) sind eine Pflanzengattung in der Unterfamilie der Baldriangewächse (Valerianoideae), die heute in die Familie der Geißblattgewächse (Caprifoliaceae) gestellt wird. Die Botaniker Noël Martin Joseph de Necker und Augustin-Pyrame de Candolle schlugen vor, die Familie der Valerianaceae aufzuteilen und die Gattung Centranthus zu etablieren. Der Name sollte auf den Sporn verweisen, mit dem die Blüten ausgestattet sind (siehe z. B. Centranthus ruber). Der botanische Name ist aus dem Altgriechischen gebildet (κέντρον, kentron = Stachel, Sporn; ἄνθος, anthos = Blume, Blüte).

## Beschreibung

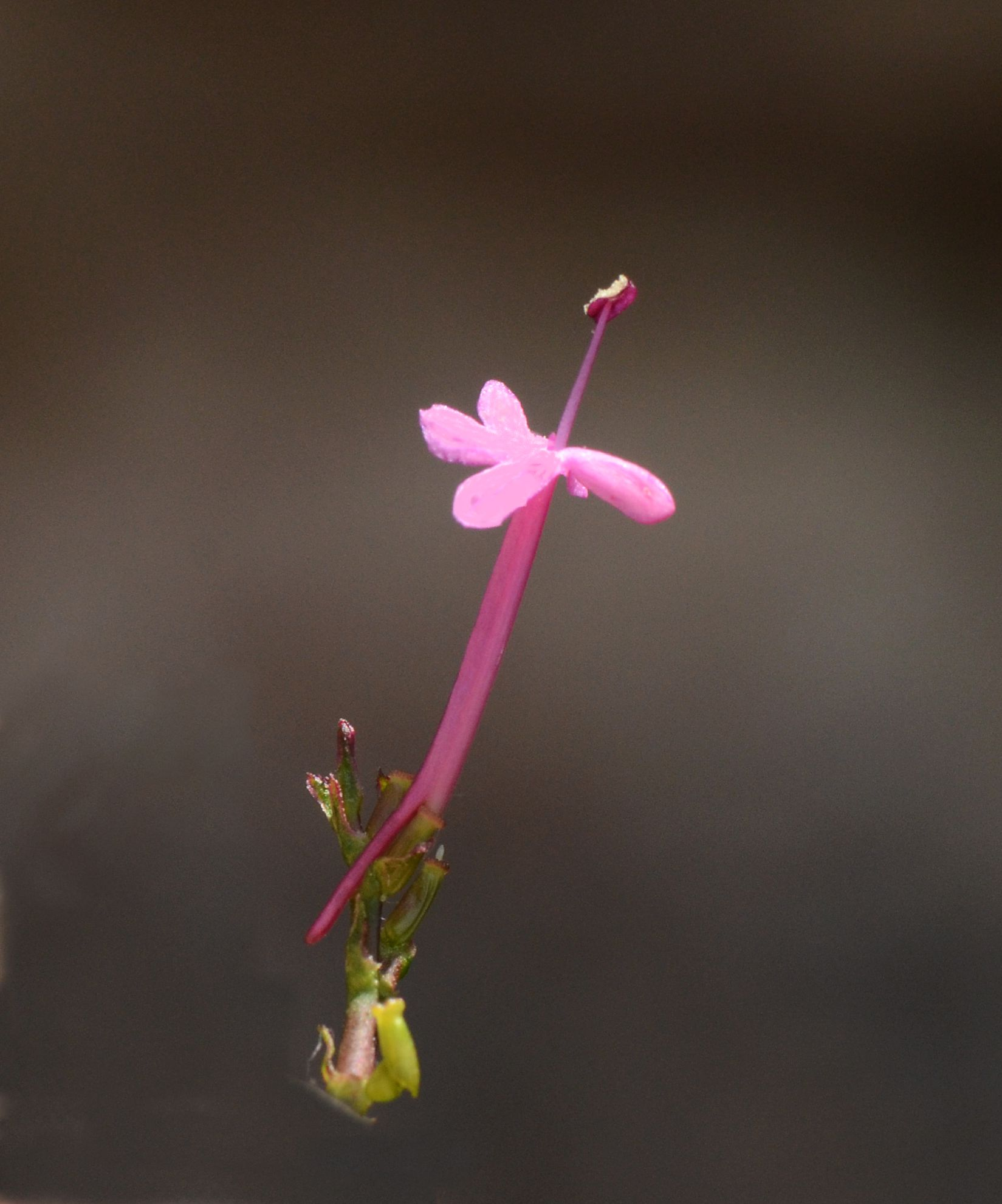
Einzelblüte von Centranthus ruber

Spornblumen sind einjährige bis ausdauernde krautige Pflanzen. Einige Arten bilden Rhizome, die stark riechen. Die Sprossachse ist kahl. Die Laubblätter sind gegenständig und von der Form her ganzrandig bis fiederspaltig, oft in einem bläulichen Grünton. Die Tragblätter sind schildförmig.
Die Blütenstände stehen in Thyrsen bis Pleiothyrsen mit dichasial verzweigten Teilblütenständen, deren Endauszweigungen reichblütige Wickel sind. Die zwittrigen Blüten sind zygomorph und fünfzählig. Die Kelche bleiben zur Blütezeit noch eingerollt, die Kronen bestehen aus fünf ungleichförmigen, zweilappigen Zipfeln. Die Kronröhre ist dünn und lang und trägt nahe der Basis einen Sporn. Jede Einzelblüte trägt nur ein Staubblatt. Der mehr oder weniger unterständige Fruchtknoten ist dreikammerig; der Griffel ragt weit aus der Blüte heraus und trägt eine zwei- bis dreiteilige Narbe.
Zur Fruchtzeit entrollt sich der Kelch zu einer vielstrahligen Federkrone, aus 10 bis 23 Federn. Die Flugfrüchte sind länglich-eiförmig und abgeflacht. Sie tragen sterile Fächer, die zu Streifen verkümmert sind. Die Früchte sind einsamig. An ein und derselben Pflanze können sich unterschiedliche Arten von Früchten bilden.

## Verbreitung
Das Verbreitungsgebiet reicht von Makaronesien über den Mittelmeerraum bis nach Osten ins Kaukasusgebiet und nach Südrussland. Die Kleine Spornblume und die Rote Spornblume kommen als Adventivpflanzen auch in Mitteleuropa vor. Zwei Arten, Centranthus macrosiphon und Centranthus ruber, finden sich auch in Australien als Neophyten.

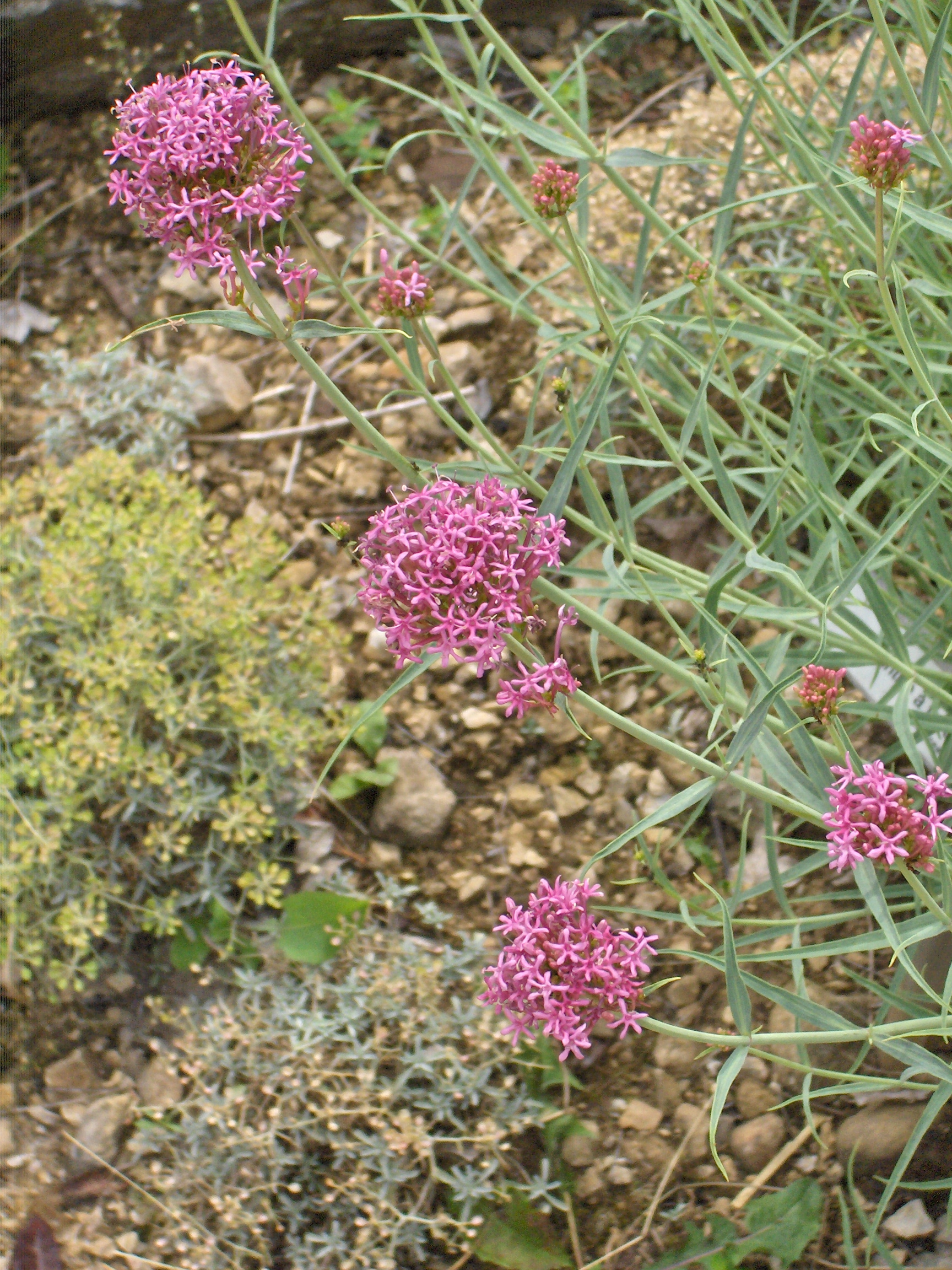
Schmalblättrige Spornblume (Centranthus angustifolius)

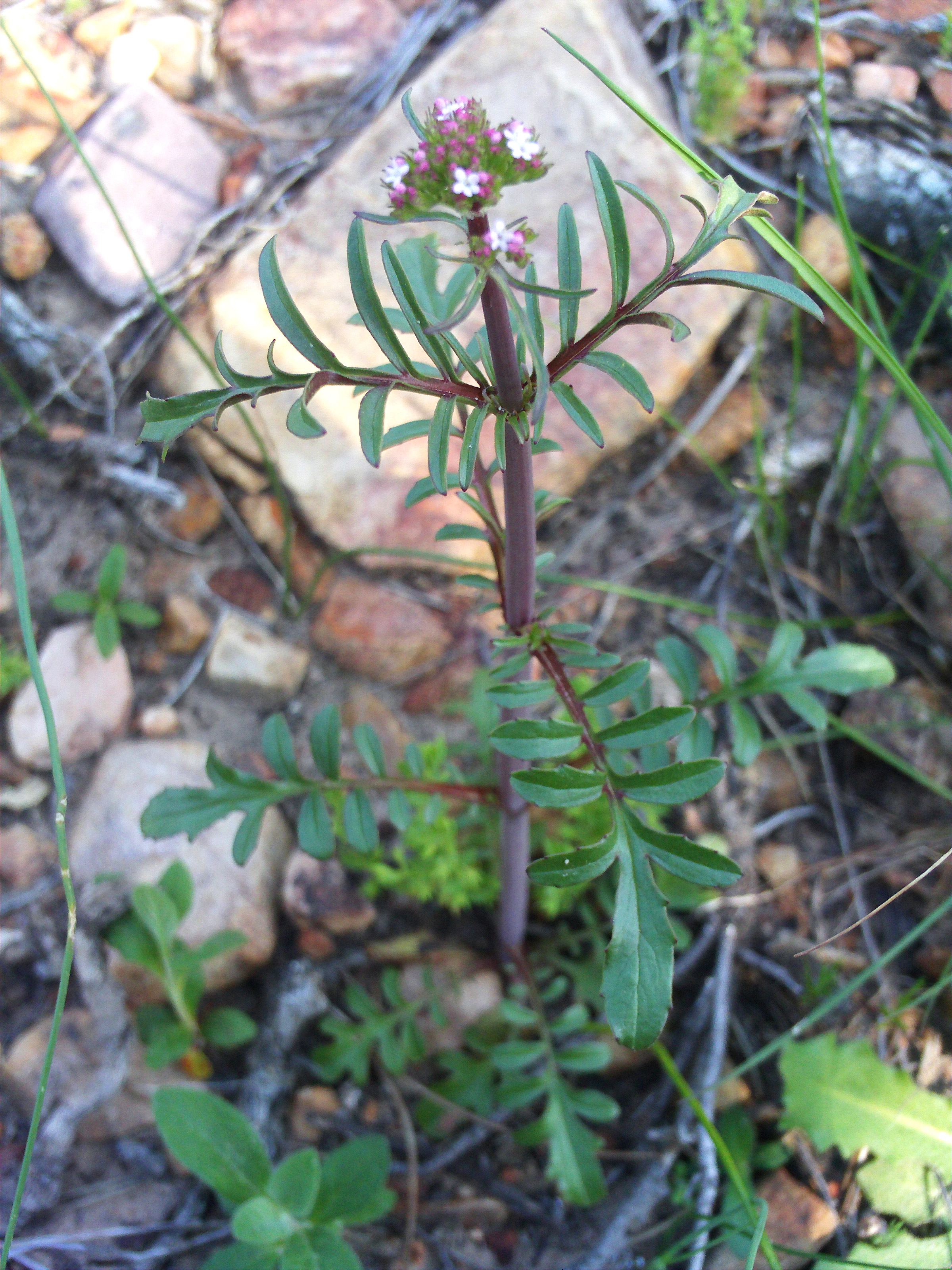
Fußangel-Spornblume (Centranthus calcitrapae)

## Systematik
Die Spornblumen gehören zur Unterfamilie der Baldriangewächse in Familie der Geißblattgewächse, dort sind sie in die monophyletische Tribus Valerianeae eingeordnet.
Die Gattung selbst enthält elf Arten:
- Centranthus amazonum Fridlender & A.Raynal[4]: Die Heimat ist Sardinien.
- Schmalblättrige Spornblume oder Kleine Spornblume (Centranthus angustifolius (Mill.) DC.): Die Heimat ist Spanien, Frankreich, Italien und die Schweiz.[5]
- Centranthus battandieri Maire (Sie wird auch als Unterart Centranthus nevadensis Boiss. subsp. battandieri (Maire) Fern.Casas & Molero zu Centranthus nevadensis gestellt.[5]) Sie kommt in Marokko und in Algerien vor.[5]
- Fußangel-Spornblume (Centranthus calcitrapae (L.) Dufr.): Die Heimat ist der Mittelmeerraum und Kleinasien.
- Centranthus lecoqii Jordan: Die Heimat ist Spanien, Andorra und Südfrankreich.[5]
- Centranthus longiflorus Steven: Die Heimat ist Griechenland, Bulgarien, Nordafrika, Westasien und Georgien.[6]
- Großröhrige Spornblume (Centranthus macrosiphon Boiss.): Die Heimat ist Spanien, Algerien und Marokko.[6]
- Centranthus nevadensis Boiss.: Die Heimat ist Südspanien und Marokko.[5]
- Rote Spornblume (Centranthus ruber (L.) DC.): Die Heimat ist Südeuropa, Osteuropa, Nordafrika, Madeira, die Kanaren und die Türkei.[6]
- Centranthus sieberi Heldr.: Die Heimat ist Kreta.[7] Sie wird auch als Unterart Centranthus nevadensis subsp. sieberi (Heldr.) I. Richardson zu Centranthus nevadensis gestellt.[5]
- Centranthus trinervis (Viv.) Béguinot: Sie kommt in Korsika (bei Bonifacio) und in Sardinien vor.[5]